# Diatrypa colombiana
Diatrypa colombiana är en insektsart som beskrevs av Bruner, L. 1916. Diatrypa colombiana ingår i släktet Diatrypa och familjen syrsor. Inga underarter finns listade i Catalogue of Life.